# Автотрекинг
Автотрекинг, Трекинг (англ. Tracking) — система поддержания точного следования видеоголовки по записанной на магнитной ленте дорожке при воспроизведении видеосигнала c наклонно-строчной или поперечно-строчной видеозаписи. 
Работа автотрекинга основана на согласовании систем автоматического регулирования (САР) скорости вращения барабана видеоголовок и скорости движения ленты, которые синхронизируются так, чтобы головки попадали точно на записанные видеодорожки. При этом в качестве опорного сигнала используются кадровые гасящие импульсы, записываемые на управляющей дорожке вдоль магнитной ленты.
При неправильной работе трекинга уровень выходного сигнала видеоголовки существенно снижается, потому что часть рабочего зазора вместо полезной информации считывает пустой защитный промежуток или соседнюю дорожку, на которой записано соседнее телевизионное поле. При этом снижается отношение сигнал/шум, и на экране появляются помехи или характерные горизонтальные полосы, соответствующие промежутку. В некоторых случаях может нарушаться синхронизация из-за недопустимо низкого уровня синхросигнала. 
Ручная подстройка трекинга в видеомагнитофонах позволяет точно фазировать вращение барабана для получения максимального уровня видеосигнала и исключения помех.

## Динамический трекинг
Стандартные системы трекинга предполагают работу в номинальном режиме воспроизведения, то есть при скорости магнитной ленты, точно совпадающей со скоростью её движения при записи. При других скоростях качественное воспроизведение невозможно из-за изменения траекторий относительного движения видеоголовок и ленты. Наиболее совершенные профессиональные видеомагнитофоны обладают системами автотрекинга, позволяющими воспроизводить видео с высоким качеством на скоростях, отличающихся от стандартной, позволяя создавать на экране эффекты замедления или ускорения движения. 
Впервые технология реализована в 1986 году компанией Sony в конструкции видеомагнитофона «BVW-75» формата Betacam SP. Система была быстро внедрена большинством производителей профессионального видеооборудования и получила название динамического трекинга (англ. Dynamic tracking, Dynamic Motion Control). 
Её принцип действия основан на подвижном креплении видеоголовок на барабане, впервые использованном той же компанией Sony в её видеомагнитофонах формата «Ц». Такое крепление позволяет головке перемещаться в направлении, перпендикулярном направлению записи и принудительно удерживает её на видеодорожке. Перемещение головки осуществляется при помощи пьезокерамических пластин, устанавливаемых между барабаном и головкой. На пластины подаётся переменное напряжение, формируемое системой автоматического регулирования на основе величины выходного видеосигнала головки, зависящего от точности её следования по видеодорожке. Контроль положения видеоголовок осуществляется тензометрическими или фотоэлектрическими датчиками, установленными на пьезокерамических пластинах.
Наиболее совершенные видеомагнитофоны позволяют воспроизводить видеозапись с пятикратной скоростью без каких-либо помех на изображении. Кроме возможности воспроизведения на скоростях, отличных от стандартной, автотрекинг позволяет получать видеосигнал вещательного качества и повысить плотность записи, уменьшив или исключив защитный промежуток между видеодорожками. Кроме того, автотрекинг полностью устраняет проблему совместимости видеозаписей с разных видеомагнитофонов.